# Народный врач Беларуси
Народный врач Беларуси (бел. Народны ўрач Беларусі) — почётное звание.
Почётное звание «Народный врач Беларуси» присваивается не ранее чем через пять лет после присвоения почётного звания «Заслуженный врач Республики Беларусь» высокопрофессиональным врачам-специалистам, внёсшим выдающийся вклад в отечественную медицину и получившим широкое общественное признание их профессиональной деятельности, за особые заслуги в укреплении здоровья населения, организации и оказании медицинской помощи с использованием современных достижений медицинской науки и техники.

## Список народных врачей
| № | Изображение | Врач             | Врач             | Годы жизни                       | Год присуждения звания |
| № | Изображение | на русском       | на белорусском   | Годы жизни                       | Год присуждения звания |
| - | ----------- | ---------------- | ---------------- | -------------------------------- | ---------------------- |
| 1 |             | Игнатий Антонов  | Ігнат Антонаў    | 28 декабря 1922 — 1 февраля 2015 | 1992                   |
| 2 |             | Александр Скачко | Аляксандр Скачко | род. 26 сентября 1933            | 1994                   |
| 3 |             | Игорь Карпов     | Ігар Карпаў      | род. 4 июня 1957                 | 2020                   |